# José Mariano Jiménez
José Mariano Ignacio de Santa Elena Ximénez Maldonado (San Luis Potosí, 18 de agosto de 1781-Chihuahua, 26 de junio de 1811), más conocido como José Mariano Jiménez o simplemente Mariano Jiménez, fue militar e ingeniero mexicano. Fue uno de los principales generales insurgentes durante la fase de inicio de la independencia de México.

## Biografía
José Mariano Jiménez Maldonado nació el 18 de agosto de 1781 en San Luis Potosí. Desde su nacimiento y hasta los 15 años, José Mariano Jiménez vivió en la casa ubicada en la calle de 5 de mayo #610, hoy convertido en la Casa Museo Cap. Gral. José Mariano Jiménez Maldonado
Se trasladó a la Ciudad de México donde estudió para ingeniero en minas en el Colegio de Minería de México y se graduó el 19 de abril de 1804. Posteriormente se estableció en la ciudad de Guanajuato trabajando como empleado de las minas de la localidad. Ahí estuvo al tanto de los brotes del movimiento independentista.

## Movimiento Insurgente
Mariano Jiménez se presentó ante el caudillo Miguel Hidalgo y Costilla el 28 de septiembre de 1810 para ofrecer sus servicios en favor de la causa. Sus méritos, su disciplina y su lealtad le valieron un rápido ascenso, obteniendo el grado de teniente coronel. A finales de octubre había ganado ya el de coronel.
Fue don Mariano Jiménez quien batió a Trujillo en Atenco. Posteriormente, combatió con bravura en la victoria de las fuerzas insurgentes en el monte de las Cruces, victoria que mucho se debió a que estableció estratégicamente la línea de artillería. Encabezaba una fuerza de tres mil hombres y combatió junto con Ignacio Aldama. Por órdenes de Hidalgo, Mariano Jiménez viajó a la Ciudad de México en misión pacífica, para solicitar al virrey la entrega de la capital al movimiento independentista, pero lo único que tuvo en respuesta fue la amenaza de repelerlo violentamente si no se retiraba.
Salió de la Ciudad de México con dirección a Guanajuato, pocos días después le tocó estar al frente en la defensa de la plaza, la cual Calleja atacó el 24 de noviembre. Partió hacia Zacatecas para después dirigirse a Guadalajara, sin embargo en la hacienda del Molino Ignacio Allende le ordenó ir a San Luis Potosí para propagar el movimiento independentista en las Provincias Internas. Reunió una tropa de siete mil hombres y 28 piezas de artillería hechas por él. El 6 de enero de 1811, cuando iba camino de Saltillo, se topó con los realistas del comandante Cordero que tenían órdenes de acabar con la insurgencia, sin embargo, para su buena suerte muchos de los dos mil hombres del ejército realista se encontraban ya inconformes con el gobierno español y desertaron para unirse a la causa de la Independencia. El gobernador del Nuevo Reino de León, Manuel Santa María, se declaró a favor de la independencia en Monterrey, en contraste, el obispo Primo Feliciano Marín de Porras abandonó su mitra y se embarcó en Soto la Marina con dirección a Veracruz.
Mariano Jiménez nombró a Pedro Aranda como gobernador de Coahuila. Al enterarse de la derrota de los líderes del movimiento insurgente en la batalla de Puente de Calderón envió una escolta para recibirlos en Matehuala. Se reunió con Miguel Hidalgo e Ignacio Allende en la hacienda de Buena Vista, votando a favor de la destitución de Hidalgo como generalísimo. El 15 de marzo salieron con rumbo a Estados Unidos, según el plan trazado. La llegada a Acatita de Baján, Coahuila fue trágica para ellos, pues fueron sorprendidos por la traición de Ignacio Elizondo, una vez capturados fueron trasladados a Chihuahua para ser juzgados. después de un tiempo fue fusilado por órdenes del virrey  Francisco Javier Venegas el 26 de junio de 1811.

## Muerte
Jiménez fue fusilado el 26 de junio de 1811 en la plaza de Ejercicios de Chihuahua, el mismo día en que fueron ejecutados Juan Aldama, Ignacio Allende y Manuel de Santa María. Su cabeza fue expuesta con la de Hidalgo, Allende y Aldama en la Alhóndiga de Granaditas hasta la consumación de la Independencia.
Sus restos fueron trasladados a la catedral metropolitana de la Ciudad de México en 1823 y permanecieron ahí hasta 1925, año en que fueron colocados en el mausoleo de la Columna de la Independencia. El 30 de mayo de 2010 fueron exhumados con honores máximos y llevados al Museo Nacional de Historia (Castillo de Chapultepec) para su análisis, conservación y autentificación.